# Pascale Petit
Pascale Petit  (* 27. Februar 1938 in Paris; gebürtig Anne-Marie Petit) ist eine französische Schauspielerin.

## Leben
Petit arbeitete als Maniküre in dem Pariser Prominenten-Coiffeursalon der Schwestern Carita und besuchte die Kunstschule École des arts décoratifs. Die zierliche, 1,57 Meter große und nur 44 Kilo schwere Brünette wurde von dem Schauspieler und Regisseur Raymond Rouleau entdeckt, der ihr 1956 eine Rolle in Die Hexen von Salem (einer Filmadaption von Arthur Millers Drama Hexenjagd) verschaffte.
Marcel Carné gab ihr 1958 die Hauptrolle in dem Film Die sich selbst betrügen, wodurch sie schlagartig bekannt wurde. Sie spielte darin eine widerborstige Jugendliche und erhielt als Nachwuchsentdeckung den Prix Suzanne Bianchetti. Es folgten mehrere ähnliche Filme mit ihr als Hauptdarstellerin, in denen sie schöne, unberechenbare Verführerinnen verkörperte. Die Medien verglichen sie zu dieser Zeit oft mit Brigitte Bardot.
Bereits ab 1960, als sie ihrem Ehemann, dem Schauspieler Gianni Esposito, nach Italien folgte, verlor sie allmählich an Popularität. Sie wirkte in den 1960er Jahren außer in Western und Actionfilmen auch in deutschen und österreichischen Produktionen wie Franz Antels Erotikkomödie Die Wirtin von der Lahn mit. Von Esposito, dem Vater ihrer Tochter Douchka, die sich später ebenfalls als Schauspielerin versuchte, ließ sie sich 1969 scheiden.
Zu Beginn der 1970er Jahre kehrte Petit nach Paris zurück und bemühte sich um ein Comeback als Charakterdarstellerin, konnte jedoch nicht mehr an die früheren Erfolge anknüpfen.

## Filmografie (Auswahl)
- 1957: Die Hexen von Salem (Les Sorcières de Salem)
- 1958: Ein Frauenleben (Une vie)
- 1958: Die sich selbst betrügen (Les Tricheurs)
- 1959: Mal diese – mal jene (Faibles femmes)
- 1959: Rote Haare – freche Lippen (Julie la rousse)
- 1960: Ein Mädchen für einen Sommer (Une fille pour l’été)
- 1960: Im Banne der Ekstase (Vers l’extase)
- 1960: Affäre einer Nacht (L’Affaire d’une nuit)
- 1960: Die Nacht vor dem Gelübde (Lettere di una novizia)
- 1961: Sie fragte nicht nach morgen (La Croix des vivants)
- 1961: Teufel um Mitternacht (Les Démons de minuit)
- 1962: Cleopatra, die nackte Königin vom Nil (Una regina per Cesare)
- 1965: Der Spion, der in die Hölle ging (Corrida pour un espion)
- 1966: Zwei Girls vom Roten Stern
- 1966: Gern hab ich die Frauen gekillt (Spie contro il mondo)
- 1967: Die Wirtin von der Lahn
- 1967: Fast ein Held
- 1968: Ringo, such dir einen Platz zum Sterben (Joe… cercati un posto per morire!)
- 1968: Frau Wirtin hat auch einen Grafen
- 1968: Die große Treibjagd
- 1969: War Devils – Die Kriegsteufel kommen (I diavoli della guerra)
- 1970: Affäre in Berlin (Berlin Affair)
- 1970: Die Weibchen
- 1972: Quante volte… quella notte
- 1973: Küçük Kovboy
- 1987: Drehbuch für eine Leiche (Le Buvard à l’envers)
- 1988: Der Angriff
- 1988–1991: Paparoff (Serie)